# Bahianthus
Bahianthus é um género botânico pertencente à família Asteraceae.
Há apenas uma espécie conhecida, Bahianthus viscosus, endêmica no Brasil (nos estados da Bahia e Espírito Santo).

## Espécies
- Bahianthus viscosus (Spreng.) R.M.King & H.Rob.